# All Star Game maschile di pallavolo 1996
L'All Star Game maschile di pallavolo 1996 fu la 6ª edizione della manifestazione organizzata dalla FIPAV.

## Regolamento
Alla manifestazione presero parte due squadre, la Nazionale Italiana e la Nazionale Olandese.
Venne disputata una partita unica. La gara si svolse a Milano, sede della manifestazione.